# Fraxinus apertisquamifera
Fraxinus apertisquamifera — вид квіткових рослин з родини маслинових (Oleaceae).

## Опис
Це невелике тонке листопадне дерево, виростає від 4 до 8 м із діаметром на рівні грудей 20 см.

## Поширення
Ендемік Японії, знайдений у центральній частині Хонсю.
Росте на висотах від 500 до 2000 метрів. Зустрічається в горах.

## Використання
Цей вид не має зареєстрованих способів використання або торгівлі.